# Akysis patrator
Akysis patrator — вид сомоподібних риб з родини Akysidae. Описаний у 2022 році.

## Розповсюдження
Ендемік Таїланду. Поширений у басейні річки Мекхлонг на заході країни.

## Опис
Довжина типового зразка — 37,5 мм.